# Yngresagen
 Der er for få eller ingen kildehenvisninger i denne artikel, hvilket er et problem. Du kan hjælpe ved at angive troværdige kilder til de påstande, som fremføres i artiklen.

Yngresagen var en forening, der arbejdede for at forbedre unges vilkår. Foreningen blev stiftet den 5. marts 2007. 
Foreningen havde til sigte at arbejde for at forbedre unges medindflydelse i samfundet, samt for at tale de unges sag over for politikere og andre beslutningstagere. Målgruppen var unge mellem 13 og 35 år.
Foreningens første generalforsamling fandt sted 22. september 2007 i Odense, hvor Steffen Thybo Drostgaard blev Yngresagens første valgte landsformand. Han erstattede Kristian Cedervall Lauta, der sammen med Jesper Luthman tog initiativ til at stifte foreningen.
Yngresagens senere formænd tæller Christina Birkemose, der blev valgt på generalforsamlingen d. 2. oktober 2008 og Sofie Rye, der blev valgt på generalforsamlingen i april 2009.
Foreningen blev opløst på generalforsamlingen 2017 som følge af insolvens.
Yngresagens tilblivelse blev støttet af et repræsentantskab bestående af tidl. minister Lykke Friis og landsretssagfører Steen Langebæk. Sidstnævnte vakte pressens interesse, da han gik fra et tidligere formandskab i Ældre Sagen til repræsentantskabet i Yngresagen.